# Бугенвиллея замечательная
Бугенвилле́я замечательная (лат. Bougainvillea spectabilis) — она же бугенвиллея прекрасная — цветковое растение рода бугенвиллея, исконно встречающееся на территории Бразилии, Боливии, Перу и провинции Чубут в Аргентине. Широко выращивается как декоративное растение, в частности, на юге Европы и севере Африки.

## Описание

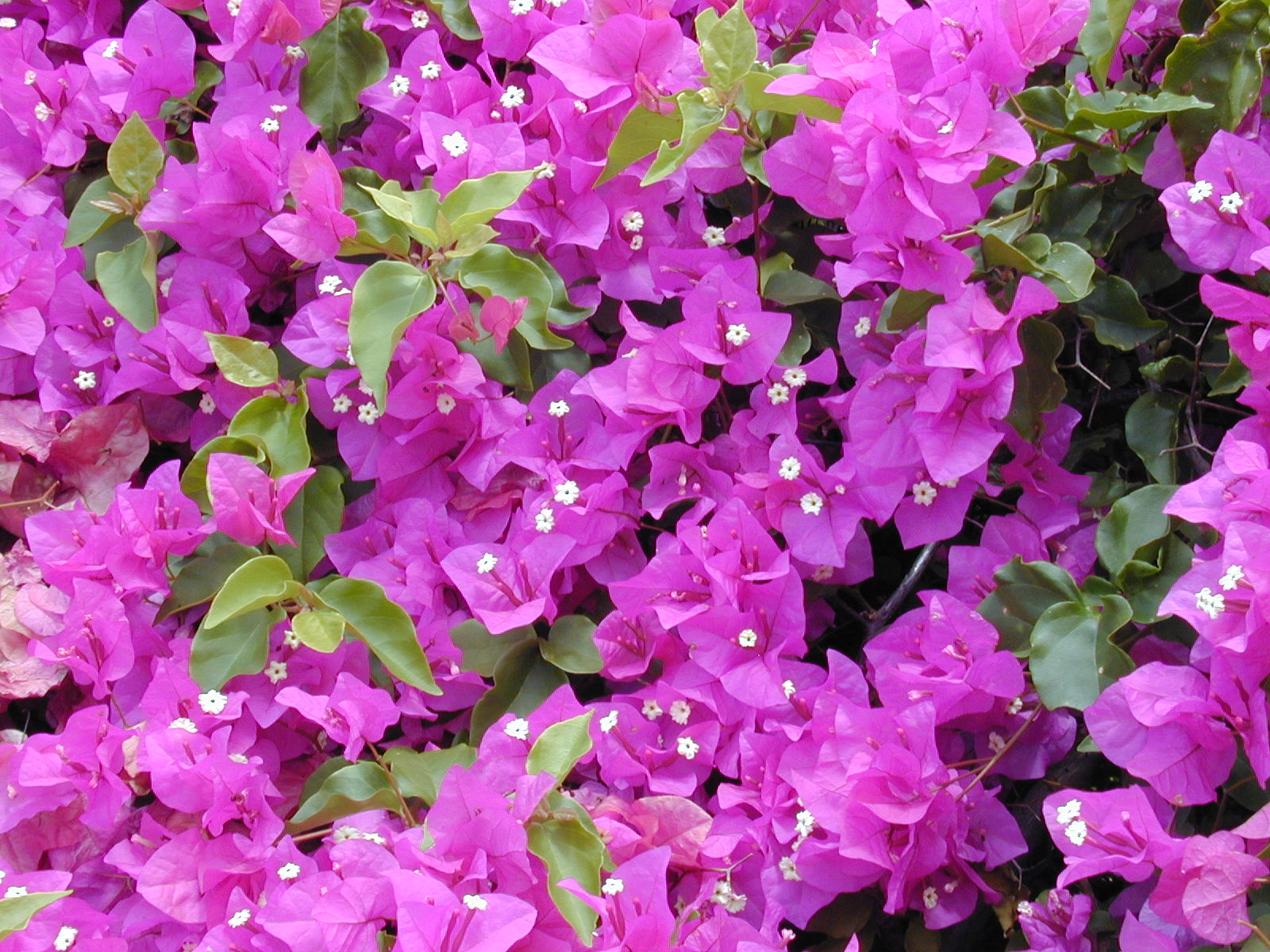
Цветки бугенвиллеи замечательной

Бугенвиллея замечательная — вьющееся растение с одревесневшим стеблем или кустарник. Достигает от 4,6 до 12,2 м в высоту. Имеет сердцевидные листья и колючие, опушённые стебли. Цветы обычно маленькие, белого цвета, незаметные, окружённые яркоокрашенными видоизменёнными листьями, называющиеся прицветниками или кроющими листьями. Прицветники бугенвиллеи бывают самого разного оттенка: от белого до фиолетовых, красных и оранжевых тонов. Плод — семянка.
В странах с минусовыми температурами зимой выращивается только как комнатное растение.

## Распространение
Встречается на территориях Бразилии, Боливии, Перу и Аргентины. Была завезена во многие другие страны.

## Экология
Бугенвиллея замечательная — гелиофит, может расти в зонах морозостойкости 10–11, предпочитает сухой климат и плодородную почву. Легко размножается с помощью черенков.

## Использование
Сообщалось, что бугенвиллея замечательная обладает противовоспалительными, антибактериальными, противовирусными, противоопухолевыми, антигиперхолестеринемическими, антигиперлипидемическими и антифертильными свойствами. Племя янади округа Читтур (Андхра-Прадеш, Индия) использовало листья этого вида для лечения диабета. Основное применение находит как декоративное растение.

## Галерея

Бугенвиллея замечательная:
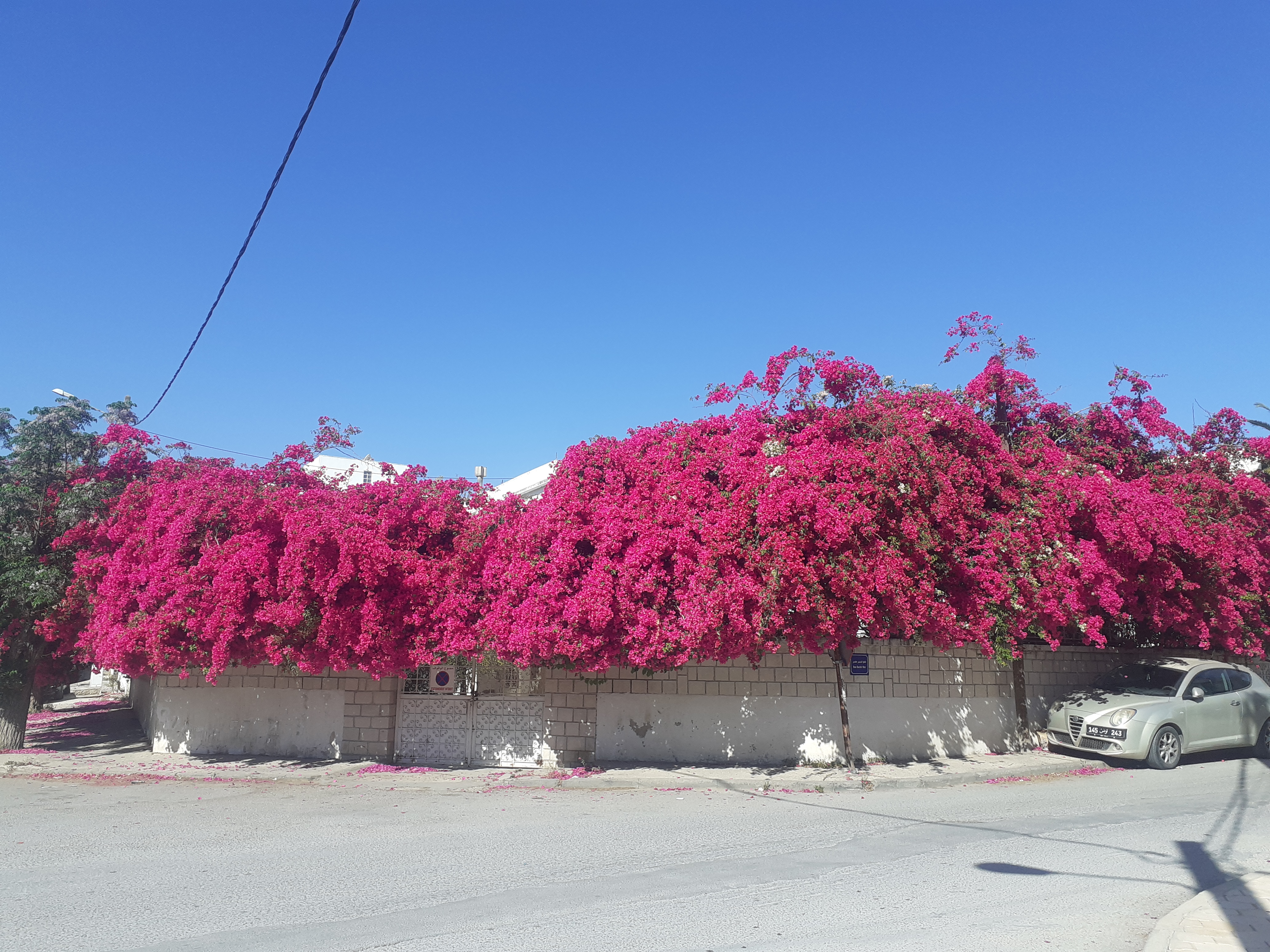
В Тунисе
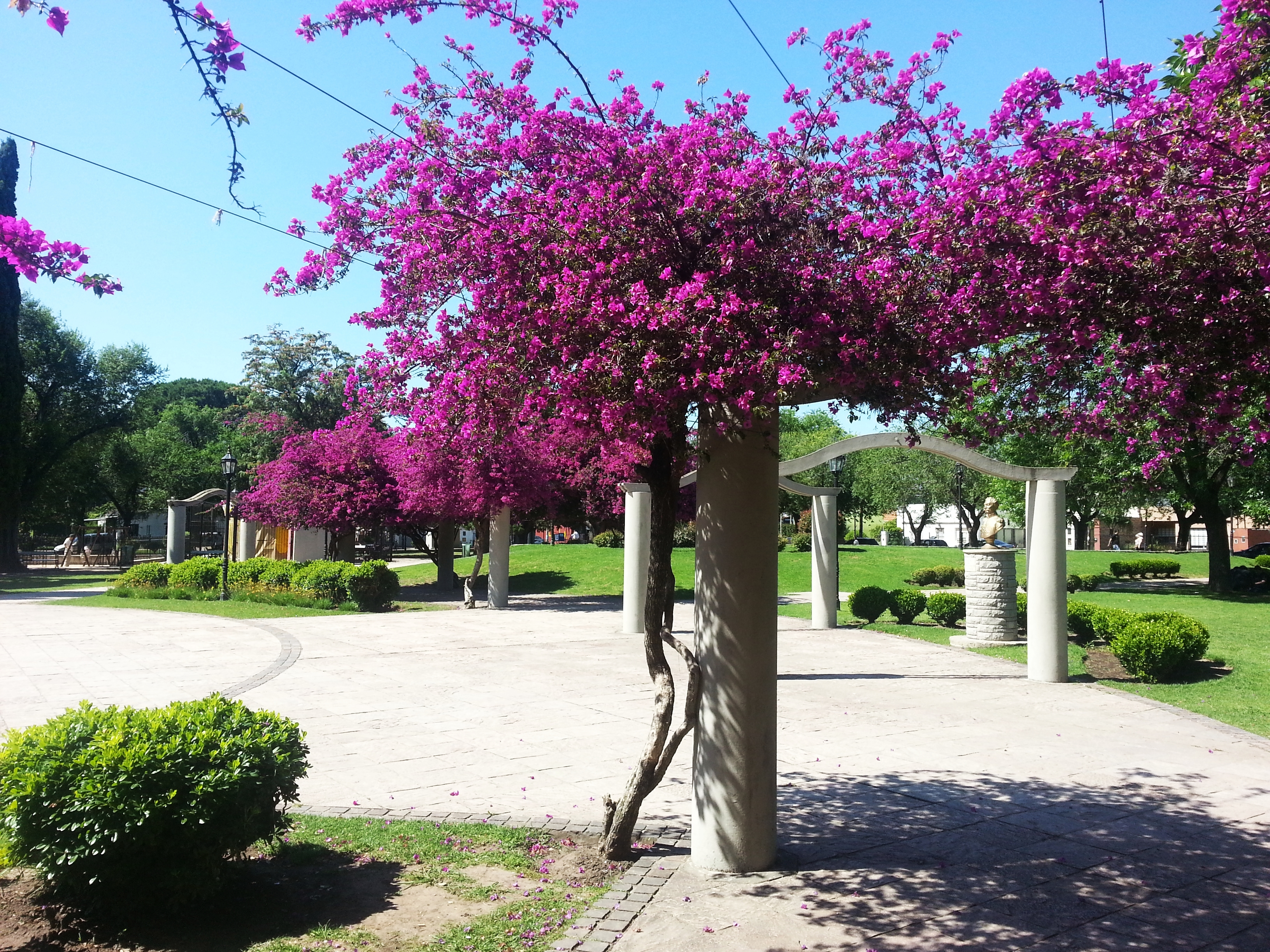
В Аргентине
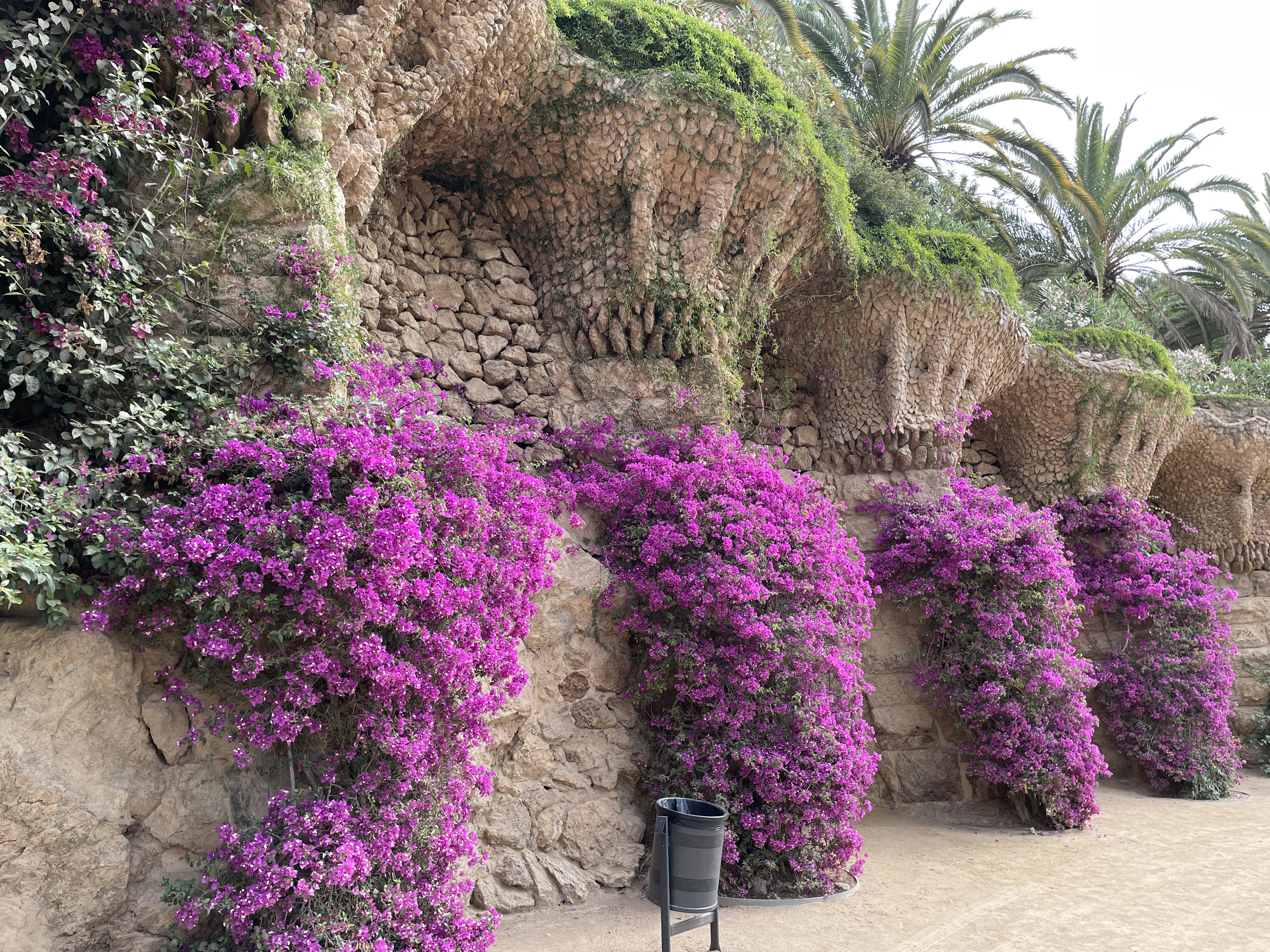
В Испании
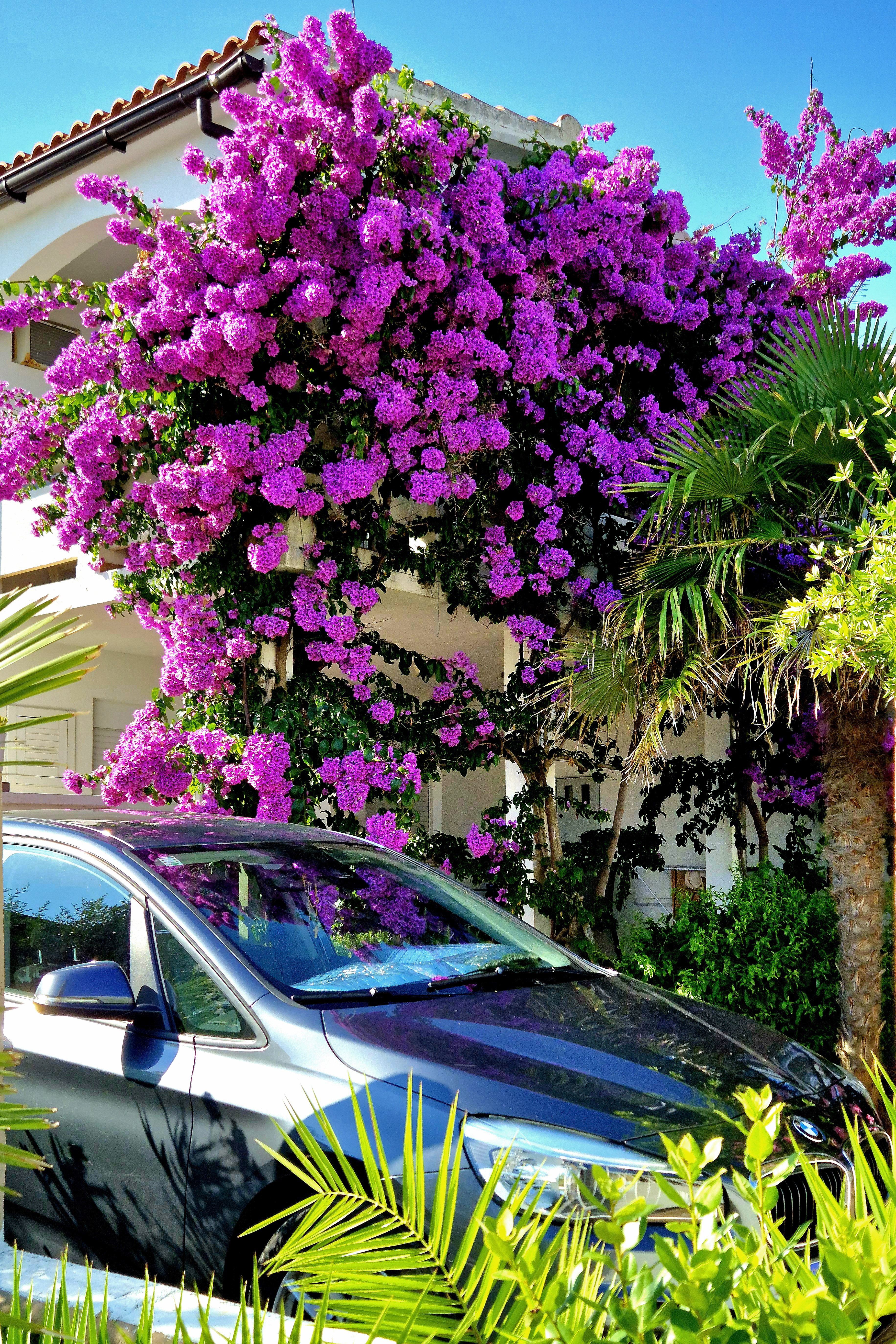
В Хорватии
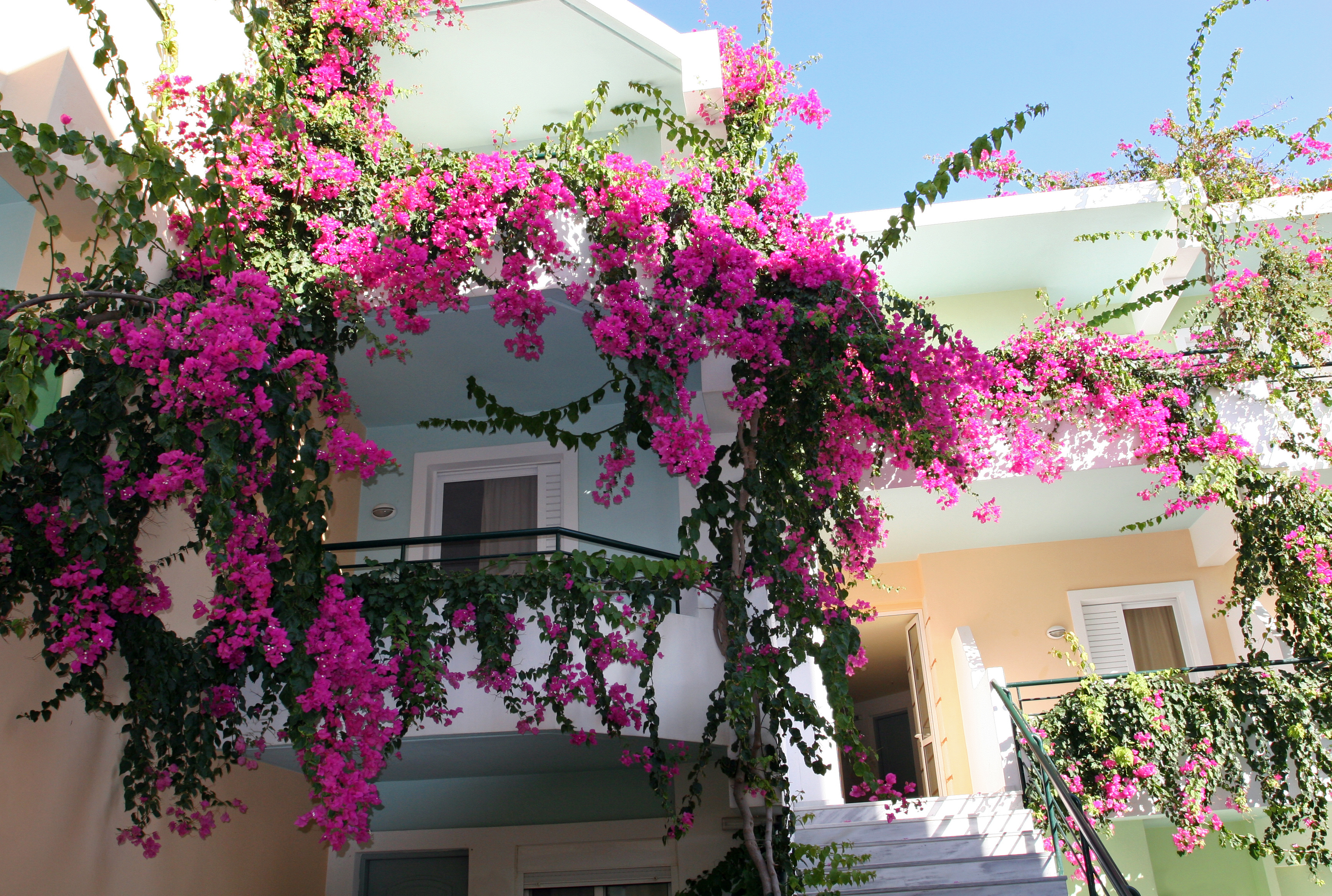
В Греции